# Newell Highway

Newell Highway

De Newell Highway is een belangrijke weg in New South Wales, Australië en loopt 400 kilometer in het binnenland, parallel aan de kust. Deze weg is de belangrijkste binnenlandse verbinding tussen Victoria en Queensland, waarbij de steden aan de kust ontlast worden.
In tegenstelling tot de meeste wegen in New South Wales, die genoemd zijn naar ontdekkingsreizigers, is deze weg genoemd naar het hoofd van de wegenaanleg in de jaren dertig van de 20e eeuw.
De weg kruist de grens tussen New South Wales en Victoria bij de Murray rivier en gaat daarna in Victoria verder als de Goulburn Valley Highway.